# 인천광역시상수도사업본부
인천광역시 상수도사업본부(仁川廣域市 上水道事業本部)는 인천광역시의 수도 공급, 급수서비스 향상, 상수도 사업의 공공성 확보를 위해 인천광역시청 산하에 설치된 사업소이다.
본부장은 지방부이사관으로 보한다.

## 연혁
- 1967년 인천시 수도국 설치
- 1981년 인천직할시 수도국으로 변경
- 1989년 인천직할시 상수도사업본부로 변경
- 1995년 인천광역시 상수도사업본부로 변경
- 2009년 인천광역시 노온정수장을 경기도 광명시에 이관

## 조직
- 업무부
- 급수부
- 시설부

## 산하기관
수질연구소장과 수도시설관리소장은 지방기술서기관으로 보한다.
| 명칭           | 사진 | 주소                           | 관할구역   |
| -------------- | ---- | ------------------------------ | ---------- |
| 수질연구소     |      | 인천광역시 부평구 부평대로 332 | 인천광역시 |
| 수도시설관리소 |      | 인천광역시 남구 석정로 225     | 인천광역시 |

### 정수사업소
정수사업소장은 지방서기관이나 지방기술서기관으로 보한다.
| 명칭           | 사진 | 주소                           | 관할구역   |
| -------------- | ---- | ------------------------------ | ---------- |
| 부평정수사업소 |      | 인천광역시 부평구 부평대로 332 | 인천광역시 |
| 남동정수사업소 |      | 인천광역시 남동구 백범로 26    | 인천광역시 |
| 공촌정수사업소 |      | 인천광역시 서구 경명대로 750   | 인천광역시 |
| 수산정수사업소 |      | 인천광역시 남동구 소래로 541   | 인천광역시 |

### 수도사업소
수도사업소장은 지방서기관이나 지방기술서기관으로 보한다.
| 명칭             | 사진 | 주소                                                         | 관할구역               |
| ---------------- | ---- | ------------------------------------------------------------ | ---------------------- |
| 중부수도사업소   |      | 인천광역시 남구 석정로 225                                   | 중구, 동구, 남구       |
| 남동부수도사업소 |      | 인천광역시 연수구 앵고개로 183 인천광역시 남동구 담방로 81   | 연수구, 남동구, 옹진군 |
| 북부수도사업소   |      | 인천광역시 부평구 평천로 130 인천광역시 계양구 계양문화로 67 | 부평구, 계양구         |
| 서부수도사업소   |      | 인천광역시 서구 서곶로301번길 26                             | 서구                   |
| 강화수도사업소   |      | 인천광역시 강화군 길상면 마니산로 9                          | 강화군                 |

## 관련 사건
- 인천 붉은 수돗물 사건
- 인천 수돗물 유충 사태